# Білясувар
Білясувар (азерб. Biləsuvar; раніше Пушкіно і Пушкін) — місто і адміністративний центр Білясуварського району Азербайджану. Розташовується на Муганській рівнині, за 44 км на північний захід від залізничної станції Сальяни і за 182 км від Баку.

## Історія
Вперше згадується в джерелах у XIII столітті у формі Пілесувар, яка з часом трансформувалася в Беласувар. У 1938 році селище перейменовано на Пушкіно на честь російського поета О. С. Пушкіна, а в 1966 році набуло статусу міста. У 1963 році територія була об'єднана з Джалілабадським районом, а від 1964 року знову стає самостійним районом. У 1991 році відновлено історичну назву у формі Білясувар, а район знову перейменовано на Білясуварський.

## Економіка
В місті діє бавовноочисний завод і машинно-меліоративна станція.

## Населення
За всесоюзним переписом населення 1989 року в Білясуварі мешкало 18 632 особи.

## Відомі вихідці з Білясувара
- Абишев Азад Зіяд оглу[ru] — азербайджанський хімік, дійсний член Нью-Йоркської академії наук, професор
- Ібрагімов Мубаріз Агакерім-огли — Національний герой Азербайджану
- Агаяр Шукуров — доктор філософських наук, професор;
- Алібала Гаджизаде — письменник;
- Різван Абасов — заслужений інженер Азербайджанської Республіки.
- Ахмадага Муганли (Гурбанов) — письменник
- Фірудін Гасимов — кандидат сільськогосподарських наук (Південно-Уральський інститут Російської академії наук)
- Агалар Шавкатов — поет
- Худаверді Кязімов — поет